# 小行星1947
小行星1947（1947 Iso-Heikkila）是一颗围绕太阳公转的小行星。1935年3月4日，爾約·維薩拉在图尔库发现了此天体。
該小行星以位於芬蘭圖爾庫的伊索-海基萊天文台命名。
这颗小行星的绝对星等为143.554150279873等。